# Shinrin yoku
Shinrin yoku (森林浴? "bagno nella foresta") è un'espressione della lingua giapponese che indica la pratica di passeggiare a lungo per i boschi non solo per riceverne benefici in temini fisici, come nel trekking, ma anche per migliorare l'equilibrio psico-fisico, in termini simili a quelli dell'aromaterapia.

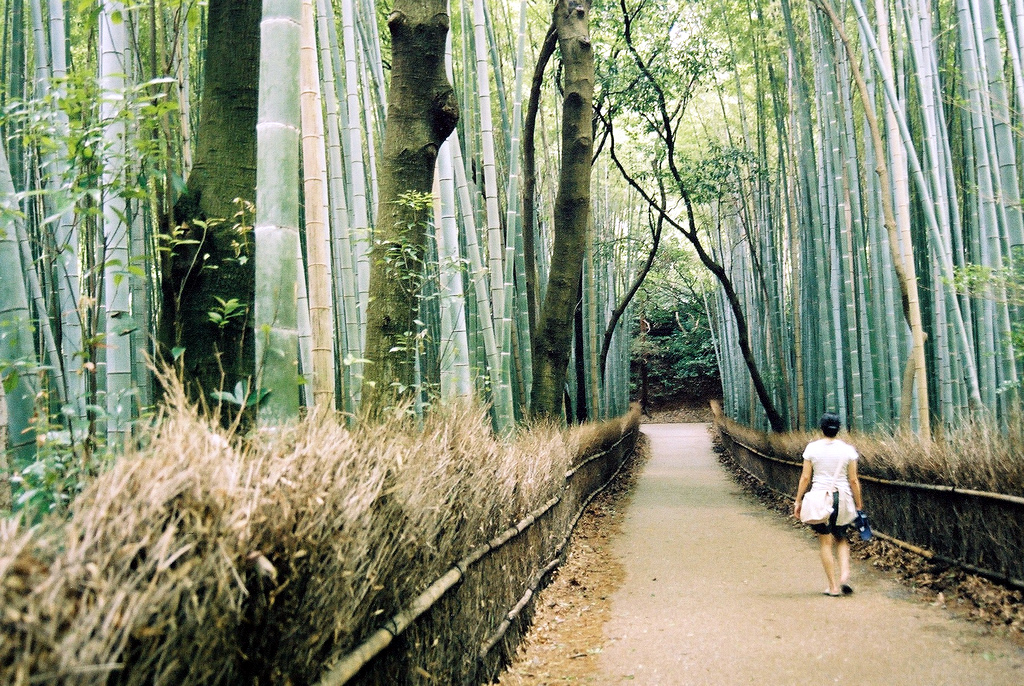
Camminata all'interno di una foresta di bambù. Arashiyama, Kyoto.

La pratica si è diffusa in Giappone a partire dagli anni 1980 ed è anche nota in italiano con l'equivalente espressione bagno di foresta (o bagno forestale), calco dell'inglese forest bathing.

## Caratteristiche
La terapia alla base dello shinrin yoku prende spunto da un importante ramo della scienza medica la quale sostiene che trascorrere più tempo nella natura potrebbe avere alcuni sorprendenti benefici per la salute. In una serie di studi del 2010, gli scienziati hanno scoperto che quando le persone passano alcune ore in un ambiente più naturale (foreste, parchi e altri luoghi con un grande concentrazione di alberi) vi è un aumento della funzione immunitaria. Per questo motivo se un individuo si reca in una foresta e respira profondamente potrà godere di numerosi benefici, tra quali concentrazioni inferiori di cortisolo, diminuzione della frequenza cardiaca e della pressione sanguigna, diminuzione dello stress e cura alla depressione. Il merito di questi benefici sarebbe da attribuire ai fitoncidi, monoterpeni del legno degli alberi, i quali, oltre a rilasciare speciali sostanze nell'aria per proteggersi dal marciume e dagli insetti, sembrerebbero anche portare beneficio agli esseri umani. I principi dell'esposizione ad ambienti forestali sono stati testati anche con persone anziane e impossibilitate a beneficiare dell'esposizione in vivo, attraverso l'utilizzo della realtà virtuale (VR).

## Benefici
La pratica dello shinrin yoku, oltre ad essere un invito alla riscoperta del legame ancestrale con l'ambiente naturale, si fonda su basi rigorosamente documentate che ne evidenziano i benefici tangibili sulla salute umana. Trascorrere tempo in natura non è soltanto un'occasione di distensione dall'incessante frenesia quotidiana, ma rappresenta una terapia naturale dall'efficacia misurabile. Tra i principali vantaggi rilevati, si annoverano:
- diminuzione dello stress, l'interazione con gli ambienti naturali riduce significativamente i livelli di cortisolo, noto come l'ormone dello stress, favorendo uno stato di calma e serenità
- riscontri positivi sull'umore, le passeggiate nel verde stimolano la secrezione di endorfine, contribuendo a migliorare lo stato d'animo e a contrastare fenomeni di depressione e ansia
- riduzione della pressione arteriosa, la presenza in un contesto boschivo si traduce in benefici per il sistema cardiovascolare, grazie al calo della pressione sanguigna
- potenziamento delle difese immunitarie, l'inalazione di fitoncidi, molecole organiche emesse dalle piante, rafforza il sistema immunitario incrementando numero e attività delle cellule NK (Natural Killer), fondamentali nella lotta a infezioni e malattie
- miglioramento delle capacità cognitive, il contatto con la natura riduce l'affaticamento mentale e stimola le funzioni cognitive, migliorando concentrazione e memoria
- contrasto all'infiammazione, la camminata in ambienti naturali può contribuire a mitigare processi infiammatori, alla base di numerose patologie croniche quali artrite, malattie cardiache e tumori
- incremento dell'energia, la semplice esposizione agli spazi verdi, abbinata all'attività fisica moderata del camminare fra gli alberi, è in grado di elevare i livelli di energia e vitalità